# Clemens Winkler
Clemens Winkler (n. 26 decembrie 1838 – d. 8 octombrie 1904) a fost un chimist german, cunoscut pentru faptul că a descoperit elementul chimic germaniu în anul 1886.

## Biografie
Clemens Winkler s-a născut în anul 1838 în Freiberg, Regatul Saxoniei.